# Lehrstoff
Als Lehrstoff, Lernstoff, Lerninhalt, Unterrichtsstoff, Lehrgegenstand oder Lerngegenstand werden die theoretischen und praktischen Informationen bezeichnet, die sich Lernende oder Auszubildende aneignen müssen, um eine Ausbildung erfolgreich abschließen zu können.

## Begriff
Die Begriffe „Lehrstoff“ und „Lernstoff“ bzw. „Lehrgegenstand“ und „Lerngegenstand“ werden im allgemeinen Sprachgebrauch weitestgehend synonym behandelt, obgleich erstere vorrangig auf die Tätigkeit des Lehrenden und die zweiten Begriffe schwerpunktmäßig auf die des Lernenden Bezug nehmen.
Hinsichtlich der Bedeutung des Lernstoffs im Lernprozess ist zwischen „Ausbildung“ und „Bildung“ zu unterscheiden. Er hat in beiden Bereichen eine andere Funktion: Unter den Begriff Ausbildung lassen sich etwa eine Berufsausbildung, eine Lehrausbildung, eine Fahrausbildung, eine Schulung, ein Schulunterricht, ein Studium, ein Skikurs und weitere Formen des fachlichen Unterrichts fassen. Ist die Stoffvermittlung bei der „Ausbildung“ vorrangig auf die praktische Verwendbarkeit im Berufsleben und die angestrebte Karriere ausgerichtet, so spielt sie im „Bildungsprozess“ – zumindest nach dem Schöpfer des Begriffs, Meister Eckhart, oder nach dem humboldtschen Bildungsideal – nur eine untergeordnete Rolle. Sie fungiert hier als ein dienendes Instrument der ganzheitlichen Menschenformung, als Erziehung im Hinblick auf das ethisch-soziale „Menschsein“, als Basis der Entwicklung zu einer sich selbst und die Umwelt reflektierenden Persönlichkeit.

## Didaktische Einordnung
Der Lernstoff, Lerninhalt oder Lerngegenstand ist im didaktischen Vermittlungsprozess eine von mehreren Komponenten. Im sogenannten Didaktischen Dreieck steht der „Lerngegenstand“ in einem produktiven Spannungsverhältnis zu den beiden anderen Polen „Lernender“ und „Lehrender“. Er muss mit den angestrebten Zielen und den von ihnen abhängigen Methoden und Organisationsformen in ein stimmiges Gesamtkonzept zusammengeführt und auf den zu unterrichtenden speziellen Adressatenkreis abgestimmt werden. Zu einer sachgerechten Vermittlung von Lehrstoffen bedarf es daher einer speziellen Didaktik, die sich an den Besonderheiten des einzelnen Fachgebiets und den Eigenarten der Lernenden orientiert. Sportliche, künstlerische oder technische Lernstoffe benötigen entsprechend ihrer andersartigen Materie eine strukturell andere Aufbereitung  und andere Vermittlungsformen als mathematische, physikalische oder chemische Lerninhalte. Lernbehinderte lernen anders als Hochbegabte, Anfänger anders als Fortgeschrittene, praktisch Begabte anders als theoretisch Interessierte, Schüler anders als Studenten. Das muss bei der Auswahl und Präsentation der Lernstoffe Berücksichtigung finden. Lernstoffe bedürfen außerdem der Akzeptanz durch den Lernenden, um länger andauernd apperzipiert zu werden, d. h., sie müssen mit einer stoffbezogenen Motivation verbunden werden. Der Lehrende tritt dabei in der modernen Pädagogik als Vermittler zwischen Lerngegenstand und Lernendem auf.

## Lernstoffvermittlung
Den Lehrstoff kann der Lernende auf unterschiedliche Art und Weise aufnehmen:
1. er kann ihn durch Zuhören erfassen;
2. er kann ihn aus schriftlichen Unterlagen durch Lesen erlernen;
3. er kann ihn zusätzlich niederschreiben;
4. er kann, falls es sich um praktisch-körperlichen Unterricht handelt, üben;
5. er kann ihn zusätzlich anderen Personen erklären.

Schon Kinder setzen, entsprechend ihrer unterschiedlichen Veranlagungen und Interessen, unterschiedliche Prioritäten bei der lernenden Aneignung ihrer Umwelt. Nach Siegbert Warwitz findet auch bereits in den frühkindlichen Entdeckungsphasen bei der Lernstoffaneignung eine Kombination und ein ständiger Austausch zwischen unterschiedlichen Lernformen statt, die sich gegenseitig ergänzen: Das sich unbeeinflusst dem Erkunden seiner Umwelt widmende Kind lernt über die sensorische Kontaktaufnahme wie das Anfassen, Ertasten, Beschmecken, Hören (Sensorisches Lernen), aber auch über das Beobachten (Observatives Lernen), das praktische Ausprobieren (Motorisches Lernen), das Zerlegen und Fragen (Analytisches Lernen), das gedankliche Vorstellen (Eidetisches Lernen) oder das gemeinsames Handeln und Spielen (Sozial-affektives Lernen). Er bezeichnete diese Zugriffe auf das Lerngut als Mehrdimensionales Lernen, das auch noch in späteren Lernabschnitten von didaktisch erheblicher Bedeutung sei. Es handelt sich um eine naturgegebene, besonders effektive Art und Weise der Aneignung von Wissen und Können, die im Zuge der spezialisierten Lernstoffvermittlung im Korsett von künstlich geschaffenen Fächern verloren zu gehen drohte und über fächerübergreifende Unterrichtsformen wie etwa den Projektunterricht erst wiederentdeckt und wiederbelebt werden musste. Corinna Weber sieht im Mehrdimensionalen Lernen sogar eine Chance, auch das notwendige selbstregulierte lebenslange Lernen nach Auslaufen der Ausbildungsphasen auf diesem Wege nachhaltig zu beeinflussen.
Zusätzlich kommen noch andere Methoden in Betracht, die oft auf Trance basieren, etwa Superlearning. Es ist zu erwarten, dass mit der Fortentwicklung der Lernpsychologie und der Neurowissenschaften noch weitere zukünftige Ansätze entwickelt werden.
Nach den Erkenntnissen der Lernpsychologie erfolgt die Konsolidierung umso stärker, je mehr sich der Lernende mit dem Lehrstoff befasst (daher kann man sich nur Gehörtes am schlechtesten merken, aber etwas, das man jemandem anderen erklärt hat, am besten), und je mehr gedankliche Quervernetzungen er zu dem Erlernten aufbauen kann (das erklärt die Wirksamkeit von Eselsbrücken, der Loci-Methode und dem Major-System).